# Kriegerdenkmal Klein Schwarzlosen
Das Kriegerdenkmal Klein Schwarzlosen ist ein denkmalgeschütztes Kriegerdenkmal in der Ortschaft Klein Schwarzlosen im Ortsteil Hüselitz der Stadt Tangerhütte in Sachsen-Anhalt. Im örtlichen Denkmalverzeichnis ist das Kriegerdenkmal unter der Erfassungsnummer 094 71469 als Baudenkmal verzeichnet.

## Allgemeines
Das Kriegerdenkmal in Klein Schwarzlosen befindet sich an der Dorfstraße vor der östlichen Kirchhofsmauer der Kirche des Ortes. Es handelt sich dabei um eine Granitplatte auf einem Sockel aus Feldsteinen für die gefallenen Soldaten des Ersten Weltkriegs. Verziert ist das Kriegerdenkmal mit einem Eisernen Kreuz mit Eichenlaub. Auf der Vorderseite befindet sich eine Inschrift.